# عامریه، ادلب
عامریه (به عربی: العامریة) یک روستا در سوریه است که در ناحیه حیش واقع شده‌است. عامریه ۱٬۰۲۷ نفر جمعیت دارد.